# Ctenosaura flavidorsalis
La rumia o la iguana de espalda amarilla (Ctenosaura flavidorsalis) es una especie de lagarto de la  familia Iguanidae. Es nativo de Guatemala, El Salvador, y Honduras. Su rango altitudinal oscila entre 35 y 1010 m s. n. m.. Es una especie principalmente terrestre que habita terreno rocoso en bosque seco tropical y subtropical. Según la IUCN está en categorizada como casi amenazado debido por deforestación y la caza por parte de la gente local: a menudo es cazada porque la carne de la rumia utilizada tanto como alimento y como medicina.